# Euphorbia subpeltatophylla
Euphorbia subpeltatophylla är en törelväxtart som beskrevs av Werner Rauh. Euphorbia subpeltatophylla ingår i släktet törlar, och familjen törelväxter. IUCN kategoriserar arten globalt som sårbar. Inga underarter finns listade i Catalogue of Life.